# ヤマト銀座ビル
ヤマト銀座ビル（ヤマトぎんざビル）は、東京都中央区銀座にヤマトホールディングスが所有していたビル

## 概要
ヤマト銀座ビルは、東京の主幹道路である昭和通りに面した位置にある。
富士火災海上保険（現・AIG損害保険）が建築主となり、1974年に施工。富士火災銀座ビルとして富士火災の東京本社として機能した。1991年に設備などのリニューアルを実施。1995年には兵庫県南部地震が発生し1980年以前の建造物の被害が著しかったため、その秋に耐震工事を施した。
2012年に、ヤマトホールディングスが、このビルを所有する富士ファシリティビルマネジメントから60億で取得し、ビル名もヤマト銀座ビルに変更。グループ会社の意思疎通のスピード化と賃料コストの削減などを理由に傘下企業の分散している本社機能の集約を公表。現在は、ヤマトグループの本社ビルとして機能。なお、富士火災の東京本社は虎ノ門へ移転。道路挟んで隣接した南側には同社の宅急便センター（創業地）とヤマト運輸本社別館がある。なお、富士火災銀座ビル敷地は元々、当時の大和運輸の本社ビルがあった場所であり、経営難に陥ったときに手放した敷地である。
その後、 2021年8月18日のリリースによりで同年8月30日（月）までの間に、建て替えのため各部署が一部を除き順次移転（港区西新橋1-24-14 西新橋1丁目ビル）と発表
2021年7月1日より ヤマトホールディングス(仮称)銀座プロジェクトB敷地の新ビル建設に伴い、隣接する京橋ハブが存在するヤマト運輸本社別館と共に既存建屋等解体工事が開始。解体は 及び新規ビル建設は鹿島建設東京建築支店が施工
2025年1月6日にて 同年2月末日までに順次各部署が西新橋１丁目冬ビルから新社屋へ移転すると発表。当ビルの跡地にはヤマト本社ビルB棟となる。
ヤマトホールディングスは経営不振のため2025年3月28日付でヤマト本社ビルA棟・B棟共に明治安田生命保険相互会社へ約112億円で売却。土地建物は再び売却されることになる。
売却後もリース契約を結び セール・アンド・リースバックで 2045年3月31日までの20年間の賃貸借契約。
なお同社は他にも海辺、芝浦、東雲のビルも同時に売却、同じくリースによりこちらは2年契約であり売却先は非公開。

## 当ビルを拠点とする企業
- ヤマトロジスティクス
- ヤマトホームコンビニエンス
- ヤマトフィナンシャル
- ヤマト・スタッフ・サプライ
- ヤマトシステム開発（一部機能）
- ヤマトマネージメントサービス株式会社（一部機能）
- 公益財団法人ヤマト福祉財団
- ヤマトグループ健康保険組合